# Ilene Meyer
Ilene Meyer (30 de diciembre de 1939- 3 de junio de 2009) fue una pintora autodidacta estadounidense, cuyo trabajo combinó el realismo y la fantasía. 

## Biografía
Con siete años contribuyó a la cápsula del tiempo de Alki Punto, Seattle.  Consolidó su carrera como pintora en 1970. Realizó su primera exposición individual en 1979.
En sus primeros trabajos empleaba frutas y flores y, con el paso del tiempo, añadía a estos bodegones animales imaginarios .  Para dotar de aire fresco al género desarrolló bodegones surrealistas de estirpe daliniana que pueden observarse en las portadas de Underwood Books. Su trabajo se hizo conocido a través del diseño de las cubiertas de los libros de James K. Morrow, Philip K. Dick, Marion Zimmer Bradley. [cita requerida]
FX Schmid produjo puzles basados en sus pinturas. Su trabajo fue mucho más conocido en Japón que en su propio país.[cita requerida]